# UFC Fight Night: Lewis vs. dos Santos
UFC Fight Night: Lewis vs. dos Santos (también conocido como UFC on ESPN+ 4 o UFC Fight Night 146) fue un evento de artes marciales mixtas producido por Ultimate Fighting Championship que se llevó a cabo el 9 de marzo de 2019 en el Intrust Bank Arena en Wichita, Kansas, Estados Unidos.

## Historia
Este evento marcó la primera visita de la empresa a la ciudad de Kansas.
El evento estelar contó con un combate entre el ex campeón de peso pesado de UFC Junior dos Santos y el exretador al Campeonato de Peso Pesado de UFC Derrick Lewis.
Como resultado de la cancelación de UFC 233, la pelea de peso gallo femenino entre la excampeona de peso gallo de Invicta FC, Yana Kunitskaya y la retadora al Campeonato de Peso Pluma Femenino de UFC, Marion Reneau fue reprogramada para este evento.
Se esperaba que Daniel Spitz se enfrentara a Jeff Hughes en el evento. Sin embargo, Spitz se retiró de la pelea en febrero de 2019 debido a una lesión y fue reemplazado por Maurice Greene.

## Bonificaciones
Los siguientes peleadores recibieron $50,000 en bonos:
- Pelea de la Noche: Junior dos Santos vs. Derrick Lewis
- Actuación de la Noche: Niko Price y Beneil Dariush